# Josef Löwenherz
Josef Löwenherz, né le 6 août 1884 et mort en 1960 à New York est un avocat et sioniste autrichien. Il préside l'Office de la communauté juive de Vienne pendant le Troisième Reich.

## Biographie
Löwenherz est le chef de la communauté juive de Vienne pendant l'Holocauste. Avocat et militant sioniste, Löwenherz est élu chaque année à partir de 1929 en tant que vice-président de la communauté juive de la ville. En 1936, il devient directeur de la communauté juive. En mars 1938, l'Allemagne annexe l'Autriche au Reich. Les bureaux de la communauté juive sont alors fermés et Löwenherz et d'autres dirigeants juifs sont arrêtés. La déportation à Dachau est cependant épargnée à Löwenherz, en raison de son statut de salarié et non d'officiel. En mai 1938, Adolf Eichmann ordonne à Löwenherz de réorganiser le conseil communautaire. Entre 1938 et 1940 Löwenherz essaye d'aider ses électeurs à émigrer. À partir de 1941, Löwenherz est forcé de coopérer avec les nazis en fournissant les noms des Juifs à déporter.
Löwenherz reste à Vienne jusqu'à ce que la ville soit libérée.